# Beefeater (formație)
Beefeater a fost o formație de muzică Post-Hardcore din Statele unite, de la sfârșitul anului 1984 pâna în 1986.

## Discografie
- Plays For Lovers (1985) Dischord Records (catalog #17)
- Need A Job (1986) Olive Tree Records (catalog #106)
- House Burning Down (1986) Dischord Records (catalog #23)